# Język galela
Język galela – język zachodniopapuaski rozprzestrzeniony w prowincji Moluki Północne w Indonezji, zwłaszcza na wyspach Halmahera i Morotai. Według części źródeł posługuje się nim 79 tys. osób, według niektórych szacunków z lat 80. XX w. ma 30–31 tys. użytkowników.
Najbardziej wysunięty na północ spośród języków Moluków. Należy do grupy języków północnohalmaherskich (peryferyjna rodzina języków papuaskich) i jest jednym z najczęściej używanych języków tej rodziny. Jest to etniczny język ludu Galela, który zamieszkuje przede wszystkim północno-wschodnią część Halmahery. Podobnie jak pozostałe papuaskie języki wyspy został opisany w pracach niderlandzkich misjonarzy.
Jest blisko spokrewniony (i częściowo wzajemnie zrozumiały) z językiem tobelo. Lokalnie słynie jako język utworów miłosnych. W piśmiennictwie stosuje się alfabet łaciński.

## Historia i użycie
Jest dość szeroko rozprzestrzeniony geograficznie, ponadto według publikacji The Papuan languages of East Nusantara and the Bird’s Head ma największą liczbę użytkowników spośród języków północnohalmaherskich. Skupiska ludności Galela odnotowano na różnych wyspach Moluków (m.in. Bacan, Obi, Ternate, Tidore, a także Buru). Prawie wszystkie osoby z ludu Galela są wielojęzyczne. Ludność ta posługuje się również malajskim Moluków Północnych, który niekiedy służy jako język ojczysty. W niektórych wsiach (mieszanych etnicznie) używane są inne języki (loloda, tobaru, tobelo). Galela bywa przyswajany przez inne grupy etniczne (w środowiskach wielojęzycznych) lub wykorzystywany jako język utworów literackich (w niektórych wsiach Tobelo). We wsi Tabobo galela w dużej mierze wyparł tradycyjny język pagu.
Jako pierwszy spośród etnolektów północno-wschodnich (North-east Halmaheran) został poddany szczegółowej dokumentacji lingwistycznej. W wyniku działalności holenderskich misjonarzy (od II poł. XIX w.) powstały materiały poświęcone temu językowi: dwa opracowania gramatyczne, słownik, przekłady literatury religijnej i zbiór baśni ludowych. Stał się zarazem jednym z pierwszych dość dokładnie opisanych języków papuaskich. Kolejne badania prowadzono w II poł. XX w., zwłaszcza pod auspicjami Summer Institute of Linguistics.
W języku indonezyjskim stworzono opracowanie gramatyczne Morfologi dan sintaksis bahasa Galela (1992) . Dostępne są też pewne materiały tekstowe (O Galelaka yomatekebobicara, 1989), z tekstem indonezyjskim i angielskim. Bliżej opisano lokalny system orientacji przestrzennej, z uwzględnieniem innych języków regionu (Folk Orientation in Halmahera..., 1980).
Wśród Galela w użyciu jest też język indonezyjski. Wpływ systemu edukacji przyczynia się do osłabienia pozycji języka galela. O ile w wielu wsiach język galela pozostaje w użyciu jako język ojczysty i jest przekazywany międzypokoleniowo, to odnotowano, że w miejscowości Duma lokalny malajski zaczął być przyswajany jako język prymarny, przed językiem etnicznym. Dane z lat 80. XX w. sugerują, że rodzimy język zachował się wśród społeczności migranckich. Nietypowa sytuacja panuje we wsi Lemo-Lemo, zamieszkanej przez migrantów Galela, gdzie preferowanym środkiem komunikacji jest język ternate. Według doniesień z 2021 r. w Lemo-Lemo język ternate jest wyżej wartościowany i dominuje w większości sfer komunikacji, podczas gdy galela to język o niższym statusie, nieznany młodszym grupom wiekowym.

## Klasyfikacja i cechy
Należy do rodziny papuaskich języków Halmahery (North Halmahera, NH). Jest blisko spokrewniony z takimi językami jak tobelo, tabaru i loloda, a w dalszej kolejności z sahu i ternate-tidore. C.L. Voorhoeve sklasyfikował galela, tobelo oraz pozostałe języki galela-loloda (Ethnologue) jako dialekty jednego języka „północno-wschodniohalmaherskiego” (North-east Halmaheran), na podstawie analizy zbieżności słownikowych . Nie jest to zgodne z lokalną identyfikacją etniczną, przy czym między tobelo i galela istotnie występuje pewien poziom wzajemnej zrozumiałości. Języki galela i loloda również są w dużej mierze wzajemnie zrozumiałe.
C.L. Voorhoeve (1988) nie podał bliższych informacji nt. różnic dialektalnych. Według danych Summer Institute of Linguistics da się wyróżnić cztery dialekty: kadai, kadina, morotai, sopi. Laba (loloda południowy) jest bardzo zbliżony do galela i może być kolejnym jego dialektem (tak też sklasyfikował go C.L. Voorhoeve). Lokalnie dialekt ten uchodzi za wariant języka loloda. Język południowej części Morotai jest zdecydowanie pokrewny językowi galela z Halmahery (i jest określany mianem bahasa Galela), choć sami jego użytkownicy identyfikują się jako orang Morotai. Odnotowano też istnienie języka tiana (we wsiach Sarau i Tobelos), który jest uważany za formę mieszaną łączącą języki galela i tobelo.
Pośród etnolektów północno-wschodniej Halmahery wyróżnia się utratą finalnych spółgłosek w wyrazach dwusylabowych (cecha ta zbliża go do ternate-tidore). Przykładowo odo – „jeść” (por. tobelo: odomo, z dodatkową finalną samogłoską; pierwotnie wyraz dwusylabowy). Na poziomie słownictwa występuje warstwa zapożyczeń z języka ternate.

## System dźwiękowy
Podano za Shelden 1988.

### Spółgłoski
|                            |              | wargowe | dziąsłowe | dziąsłowe | podniebienno-dziąsłowe/ podniebienne | miękko- podniebienne | krtaniowe |
| laminalne                  | apikalne     | wargowe |           |           | podniebienno-dziąsłowe/ podniebienne | miękko- podniebienne | krtaniowe |
| -------------------------- | ------------ | ------- | --------- | --------- | ------------------------------------ | -------------------- | --------- |
| zwarte/ zwarto-szczelinowe | bezdźwięczne | p       | t         | t         | t͡ʃ                                   | k                    |           |
| zwarte/ zwarto-szczelinowe | dźwięczne    | b       | d̻         | d̺         | d͡ʒ                                   | g                    |           |
| szczelinowe                | szczelinowe  | ɸ       | s         | s         |                                      |                      | h         |
| nosowe                     | nosowe       | m       | n         | n         | ɲ                                    | ŋ                    |           |
| uderzeniowe                | uderzeniowe  |         | ɾ         | ɾ         |                                      |                      |           |
| boczne                     | boczne       |         | l         | l         |                                      |                      |           |
| półotwarte                 | półotwarte   | w       |           |           | j                                    |                      |           |

### Samogłoski
|             |             | przednie | centralne | tylne |
| ----------- | ----------- | -------- | --------- | ----- |
| przymknięte | przymknięte | i        |           | u     |
| średnie     | średnie     | e        |           | o     |
| otwarte     | otwarte     |          | a         |       |

## System zaimków
W języku galela, podobnie jak w części pozostałych języków północnohalmaherskich, istnieją dwa zestawy zaimków wolnych i dwa zestawy prefiksów pronominalnych (zaimkowych). Prefiksy pronominalne zostały częściowo utracone przez niektóre języki z tej rodziny (w tym ternate i tidore).
|        |      |            | niezależne | dzierżawcze | agens | pacjens |
| ------ | ---- | ---------- | ---------- | ----------- | ----- | ------- |
| 1. os. | lp.  | lp.        | ngohi      | ai          | to-   | i-      |
| 1. os. | lm.  | inclusivus | ngone      | nanga       | po-   | na-     |
| 1. os. | lm.  | exclusivus | ngomi      | mia         | mi-   | mi-     |
| 2. os. | lp.  | lp.        | ngona      | ani         | no-   | ni-     |
| 2. os. | lm.  | lm.        | ngini      | nia         | ni-   | ni-     |
| 3. os. | lp.  | m.         | una        | awi         | wo-   | wi-     |
| 3. os. | lp.  | ż.         | muna       | ami         | mo-   | mi-     |
| 3. os. | lm.  | ludzie     | ona        | manga       | yo-   | ya-     |
| 3. os. | inne | inne       | i          | ma          | i-    | ḋa-     |

## Porównanie leksykalne
Porównanie przykładowego słownictwa w językach północnohalmaherskich (Wada 1980 ↓, s. 510–524):
| polski     | indonezyjski | galela        | loloda    | tobelo   | ternate  |
| ---------- | ------------ | ------------- | --------- | -------- | -------- |
| bać się    | takut        | modo(*ng)     | modongo   | modongo  | kolofino |
| co         | apa          | okia          | okia      | okia     | koa      |
| człowiek   | orang        | nyawa         | nyawa     | nyawa    | mancía   |
| duży       | besar        | lamo(*k)      | lamoko    | amoko    | lamo     |
| imię       | nama         | ronga         | romanga   | romanga  | ronga    |
| jeść       | makan        | oḋo(*m)       | ojomo     | oŷomo    | oho      |
| kobieta    | perempuan    | ngopedeka     | ngowejeka | ngoheka  | foheka   |
| mały       | kecil        | ece           | ceceke    | eteki    | ici      |
| mężczyzna  | laki-laki    | yanau (*naur) | nauru     | nauru    | nonau    |
| nos        | hidung       | ngunu(*ng)    | ngunungu  | ngunungu | ngun     |
| pies       | anjing       | kaso          | kaso      | kaho     | kaso     |
| pięć       | lima         | motoha        | motoa     | motoa    | romtoha  |
| siedem     | tujuh        | tumudingi     | tumudingi | tumidi   | tumdí    |
| ucho       | telinga      | ngau(*k)      | ngauku    | ngauku   | ngau     |
| włosy      | rambut       | hutu          | utu       | utu      | hutu     |
| wypowiadać | sebut        | temo          | temo      | temo     | waje     |